# Olešnice (ort i Tjeckien, Södra Mähren)
Olešnice är en stad i Tjeckien.   Den ligger i regionen Södra Mähren, i den östra delen av landet, 160 km öster om huvudstaden Prag. Olešnice ligger 550 meter över havet och antalet invånare är 1 757.
Terrängen runt Olešnice är kuperad åt sydost, men åt nordväst är den platt. Runt Olešnice är det ganska tätbefolkat, med 86 invånare per kvadratkilometer. Närmaste större samhälle är Letovice, 11,0 km öster om Olešnice. Omgivningarna runt Olešnice är en mosaik av jordbruksmark och naturlig växtlighet.